# Lebanon (Oregon)
Lebanon (kiejtése: lɛbənən) az Amerikai Egyesült Államok északnyugati részén, Oregon állam Linn megyéjében, Salemtől délkeletre helyezkedik el. A 2010. évi népszámláláskor 15 518 lakosa volt. A város területe 17,79 km², melyből 0,52 km² vízi.
A helység legnagyobb foglalkoztatója 650 alkalmazottal a Lowe’s, ezt követi a szamaritánus kórház, az iskolakerület, a Wal-Mart és az Entek International.

## Éghajlat
A város éghajlata a Köppen-skála szerint mediterrán (Csb-vel jelölve). A legcsapadékosabb a november–december, a legszárazabb pedig a július–augusztus közötti időszak. A legmelegebb hónap augusztus, a leghidegebb pedig december.
| Hónap                         | Jan.  | Feb.  | Már. | Ápr. | Máj. | Jún. | Júl. | Aug. | Szep. | Okt. | Nov. | Dec.  | Év    |
| ----------------------------- | ----- | ----- | ---- | ---- | ---- | ---- | ---- | ---- | ----- | ---- | ---- | ----- | ----- |
| Rekord max. hőmérséklet (°C)  | 20,6  | 22,8  | 24,4 | 29,4 | 36,1 | 37,8 | 40,6 | 40,0 | 38,3  | 34,4 | 22,8 | 21,1  | 40,6  |
| Átlagos max. hőmérséklet (°C) | 8,3   | 10,6  | 13,3 | 15,6 | 18,9 | 22,2 | 26,7 | 27,2 | 23,9  | 17,2 | 11,1 | 7,2   | 16,9  |
| Átlaghőmérséklet (°C)         | 4,7   | 6,9   | 7,8  | 9,8  | 12,5 | 15,3 | 18,4 | 18,6 | 15,9  | 11,1 | 7,0  | 3,9   | 11,0  |
| Átlagos min. hőmérséklet (°C) | 1,1   | 1,1   | 2,2  | 3,9  | 6,1  | 8,3  | 10,0 | 10,0 | 7,8   | 5,0  | 2,8  | 0,6   | 4,9   |
| Rekord min. hőmérséklet (°C)  | −17,2 | −15,0 | −6,1 | −3,9 | −2,2 | 0,0  | 3,3  | 2,2  | −0,6  | −7,8 | −9,4 | −16,7 | −17,2 |
| Átl. csapadékmennyiség (mm)   | 191   | 158   | 154  | 130  | 101  | 83   | 23   | 20   | 51    | 113  | 221  | 213   | 1458  |
| Forrás: The Weather Channel   |       |       |      |      |      |      |      |      |       |      |      |       |       |

## Népesség

### 2010
A 2010-es népszámláláskor a városnak 15 518 lakója, 6118 háztartása és 3945 családja volt. A népsűrűség 893 fő/km2. A lakóegységek száma 6820, sűrűségük 394,7 db/km2. A lakosok 91,2%-a fehér, 0,5%-a afroamerikai, 1,4%-a indián, 1,1%-a ázsiai, 0,1%-a a Csendes-óceáni szigetekről származik, 2,1%-a egyéb, 3,7%-a pedig kettő vagy több etnikumú. A spanyol vagy latino származásúak aránya 5,8% (4,4% mexikói, 0,3% Puerto Ricó-i,  1,1% egyéb spanyol vagy latino származású.)
A háztartások 33,5%-ában élt 18 évnél fiatalabb. 44,6% házas, 14,3% egyedülálló nő, 5,6% egyedülálló férfi, 35,5% pedig nem család. 28,5% egyedül élt; 14,3%-uk 65 éves vagy idősebb. Egy háztartásban átlagosan 2,5 személy élt; a családok átlagmérete 3,05 fő.
A medián életkor 36,6 év volt. A város lakóinak 25,7%-a 18 évesnél fiatalabb, 9,4% 18 és 24 év közötti, 24,9%-uk 25 és 44 év közötti, 23,6%-uk 45 és 64 év közötti, 16,3%-uk pedig 65 éves vagy idősebb. A lakosok 47,7%-a férfi, 52,3%-a pedig nő.

### 2000

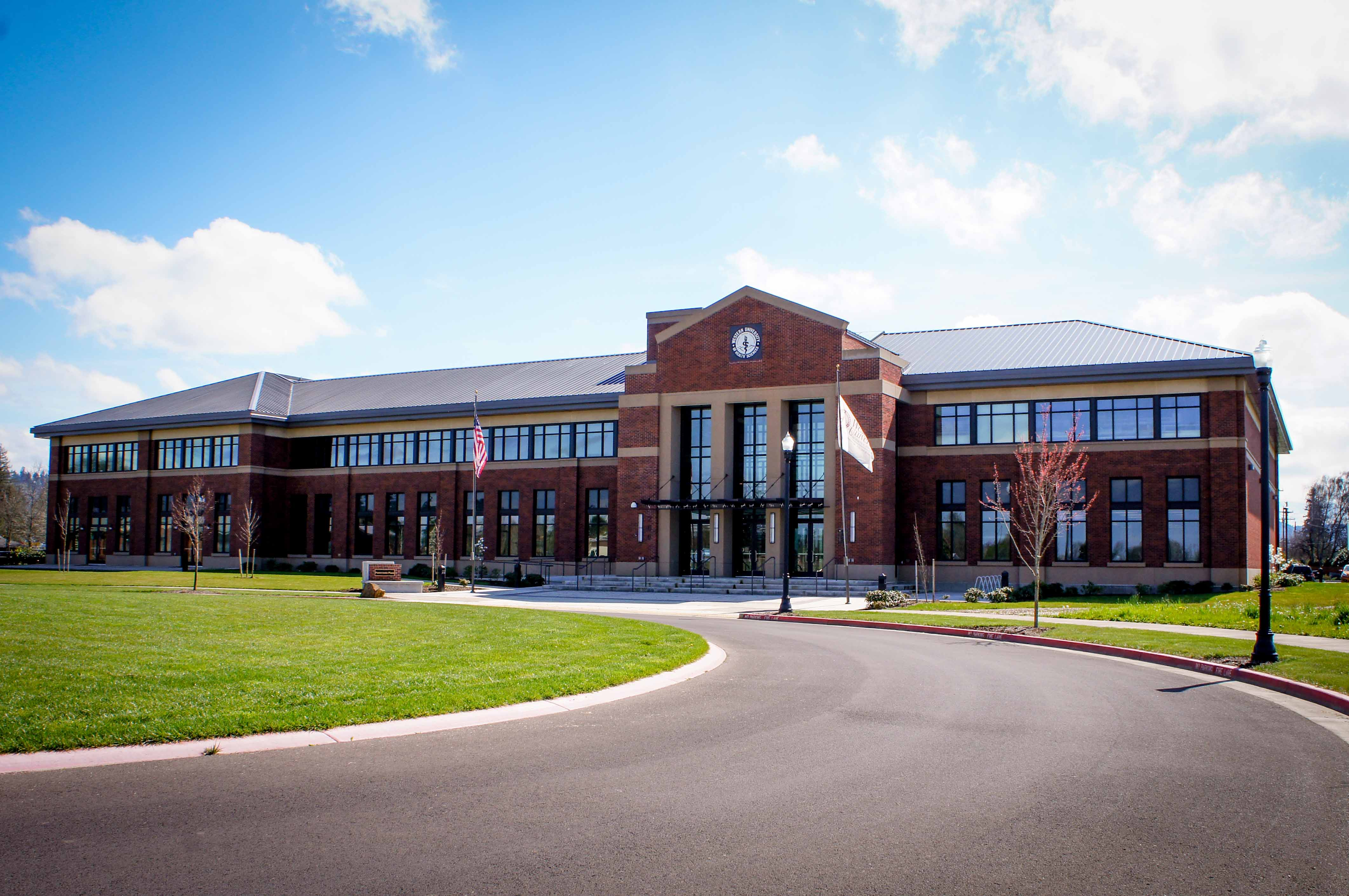
Az új főiskola központi épülete

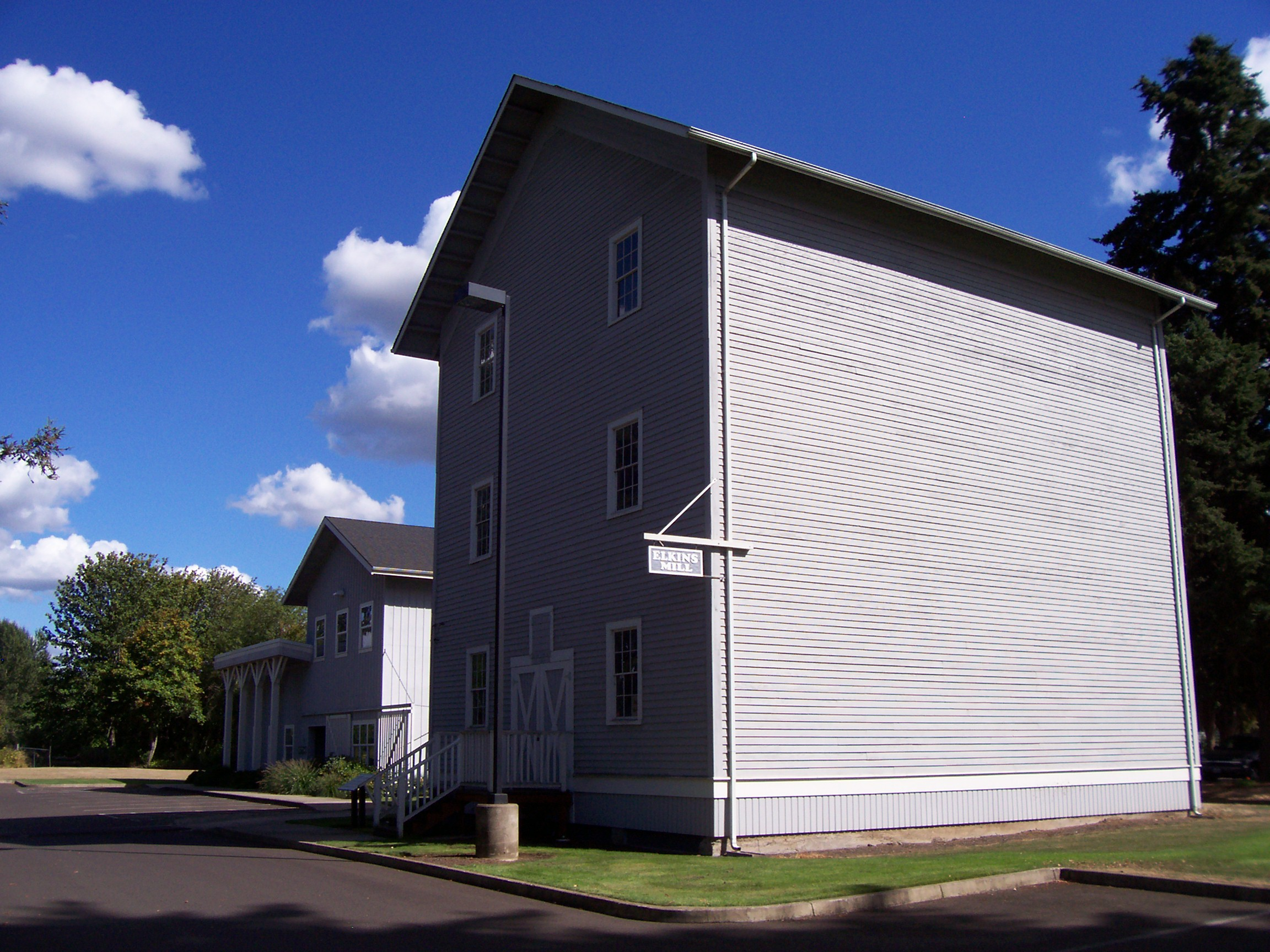
A Történelmi Helyek Nemzeti Jegyzékében szereplő Elkins malom

A 2000-es népszámláláskor  a városnak 12 950 lakója, 5078 háztartása és 3444 családja volt. A népsűrűség 749,4 fő/km2. A lakóegységek száma 5457, sűrűségük 315,8 db/km2. A lakosok 94%-a fehér, 0,2%-a afroamerikai, 1%-a indián, 1%-a ázsiai, 0,1%-a a Csendes-óceáni szigetekről származik, 1,4%-a egyéb-, 2,4%-a pedig kettő vagy több etnikumú. A spanyol vagy latino származásúak aránya 3,7% (2,5% mexikói, 0,2% Puerto Ricó-i,  1% pedig egyéb spanyol/latino származású.)
A háztartások 33,1%-ában élt 18 évnél fiatalabb. 50,2% házas, 13,1% egyedülálló nő; 32,2% pedig nem család. 27,6% egyedül élt; 14,5%-uk 65 éves vagy idősebb. Egy háztartásban átlagosan 2,51 személy élt; a családok átlagmérete 3,02 fő.
A város lakóinak 17%-a 18 évesnél fiatalabb, 6% 18 és 24 év közötti, 26,9%-uk 25 és 44 év közötti, 19,8%-uk 45 és 64 év közötti, 17,8%-uk pedig 65 éves vagy idősebb. A medián életkor 35,9 év volt. Minden 100 nőre 91,2 férfi jut; a 18 évnél idősebb nőknél ez az arány 87,2.
A háztartások medián bevétele 31 231 amerikai dollár, ez az érték családoknál $37 818. A férfiak medián keresete $32 448, míg a nőké $24 796. A város egy főre jutó bevétele (PCI) $14 968. A családok 14,4%-a, a teljes népesség 15,7%-a élt létminimum alatt; a 18 év alattiaknál ez a szám 20,8%, a 65 évnél idősebbeknél pedig 7,9%.

## Oktatás
A városnak egy gimnáziuma (Lebanon High School) és egy keresztény magániskolája (East Linn Christian Academy) van, amelyek a Lebanoni Közösségi Iskolakerület fennhatósága alá tartoznak.
A Nyugati Egészségtudományi Egyetem 107 hallgatóval 2011 augusztusában nyitotta meg a Csendes-óceáni Oszteopátiás Gyógyszerészeti Főiskolát, amely az Oregoni Egészségtudományi Egyetem óta az első ilyen szakirányú felsőoktatási intézmény.

## Kultúra és pihenés

### Rendezvények
1909 óta minden június első hétvégéjén tartják az Eperfesztivált, illetve az annak részeként megrendezett kiállítást és felvonulásokat, valamint elkészítik a világ legnagyobb epertortáját.

### Parkok
A településen 28,9 hektáron 15 park található: ezek között vannak tenisz-, kosárlabda-, baseball-, softball- és futballpályák, játszóterek és egyéb létesítmények is. A Gills Landing területén csónakdokk, kikötő, lakókocsipark, valamint zuhanyzási lehetőség érhető el, a Ralston Park pedig a város karácsonyfájának és fényünnepének helyszíne.

## Híres személyek
- Ben Howland – egyetemikosárlabda-edző[16]
- Carson „Skeeter” Bigbee – profi baseball-játékos[17]
- Dave Roberts – MLB-játékos[18]
- David W. Ballard – Idaho territórium kormányzója[19]
- Dick Smith – MLB-játékos[20]
- Doug Riesenberg – NFL-játékos[21]
- Eric Castle – NFL-játékos[22]
- Howard Hesseman – színész[23]
- Jo Collins – színésznő, 1965-os Év Playmate-je[24]
- Katherine Ann Power – korábbi szökevény (emberölés és fegyveres rablás)[25]
- Mike Royer – a Marvel és a DC képregény-szerkesztője[26]
- Paul McQuistan – a Seattle Seahawks offensive tackle linemanje[27]
- Pat McQuistan – az Arizona Cardinals offensive tackle linemanje[28]
- Tom Medley – képregény-szerkesztő[29]

## Fordítás
Ez a szócikk részben vagy egészben  a   Lebanon, Oregon című angol Wikipédia-szócikk ezen változatának fordításán alapul.  Az eredeti cikk szerkesztőit annak laptörténete sorolja fel. Ez a jelzés csupán a megfogalmazás eredetét és a szerzői jogokat jelzi, nem szolgál a cikkben szereplő információk forrásmegjelöléseként.